# Juan Córdova
Juan Guillermo Córdova Torres (* 25. Juni 1995 in Los Andes) ist ein chilenisch-kanadischer Fußballspieler. Der rechte Außenverteidiger bestritt zwei Länderspiele für Kanada.

## Karriere

### Verein
Juan Córdova begann seine Profikarriere 2013 bei Unión San Felipe und wechselte 2017 zum CD Huachipato. Nach fünf Jahren unterschrieb der Defensivakteur bei Ñublense. In der Saison 2024 spielte er bei York United in der Canadian Premier League. Im Januar 2025 kehrte Córdova zu Unión San Felipe zurück.

### Nationalmannschaft
Córdova hält neben der chilenischen auch aufgrund seines Vaters die kanadische Staatsbürgerschaft. Er spielte daher in der U20-Nationalmannschaft Chiles und wechselte dann zur kanadischen U23, mit der er am Aspire Tournament in Katar teilnahm. Er debütierte im Juni 2017 in der kanadischen A-Nationalmannschaft beim Freundschaftsspiel gegen Curaçao und kam rund vier Monate später zu seinem zweiten A-Länderspiel beim Freundschaftsspiel gegen El Salvador. Córdova stand im erweiterten Kader für den CONCACAF Gold Cup 2019, wurde aber nicht in den finalen Turnierkader aufgenommen.

## Privates
Córdova wurde in Chile geboren, verbrachte dann aber einige Jahre bei der Familie seines Vaters in Kanada. Anschließend kehrte er mit seiner Mutter nach Chile zurück.